# Lost Horizon 2
Lost Horizon 2 ist ein Computerspiel des Haller Entwicklungsstudios Animation Arts aus dem Jahr 2015. Der Nachfolger des 2010 erschienenen Lost Horizon desselben Studios ist ebenfalls ein Adventure und spielt 20 Jahre nach dem Vorgänger.

## Handlung
Deutschland im November 1942: Der Forscher Dr. Brunner hat eine Entdeckung gemacht, die er vor den Behörden verbergen möchte. Er kann seine Unterlagen gerade noch im Kamin verbrennen, als ein SS-Kommando seine Wohnung stürmt, um ihn und seine Familie zu verhaften.
Die eigentliche Spielhandlung setzt 1956 ein. Fenton Paddock, ein britischer Soldat und Abenteurer und Protagonist des Vorgängerspiels, wird im Sueskrieg eingesetzt, um in Port Said Koordinaten für einen unmittelbar bevorstehenden britischen Bombenangriff zu ermitteln. Paddocks Tochter Gwen, die er in einem Internat in Deutschland wähnt, ist einem Wikingerartefakt auf der Spur, das einst den Nazis zum Endsieg verhelfen sollte und über das Brunner geforscht hatte. Auch der KGB ist hinter dem Artefakt her und entführt Paddocks Tochter. Gemeinsam mit der israelischen Geheimagentin Anne, die ebenfalls an dem Artefakt interessiert ist und sich als Tochter von Brunner entpuppt, macht sich Paddock auf die Suche nach Gwen. Der Spieler besucht dabei Örtlichkeiten in Bayern, Moskau, Sandhurst in England, Jersey, Gotland, Island und schließlich das mythische Asgard.

## Spielprinzip und Technik
Lost Horizon 2 ist ein 2,5D-Point-and-Click-Adventure. Aus Polygonen zusammengesetzte, dreidimensionale Figuren agieren in teils vorgerenderten, teils handgezeichneten, zweidimensionalen Kulissen, die durch Animationen, Projektionsmapping und Parallaxscrolling optisch aufgelockert werden. Mit der Maus kann der Spieler seine Spielfigur durch die Örtlichkeiten bewegen und mit den Maustasten Aktionen einleiten, die den Spielcharakter mit seiner Umwelt interagieren lassen. Fenton Paddock kann so Gegenstände finden, sie auf die Umgebung oder andere Gegenstände anwenden und mit NPCs kommunizieren. Dialoge laufen automatisch ab. Mit fortschreitendem Handlungsverlauf werden weitere Orte freigeschaltet; an bestimmten Stellen übernimmt der Spieler außerdem die Steuerung von Anna und Gwen. Die Kamera zeigt das Geschehen aus einer variablen Perspektive; verlässt der Spieler das Sichtfeld, folgt die Kamera dem Spieler und nimmt eine neue, bessere Position ein. Gelegentlich wird die Handlung von sogenannten Minispielen unterbrochen, die nicht Kombinationsgabe, sondern im Regelfall Geschicklichkeit fordern.

## Produktionsnotizen
Angekündigt wurde das Spiel auf der Gamescom 2013. Die Veröffentlichung verzögerte sich durch Auftragsarbeiten, die Animation Arts der Eigenentwicklung Lost Horizon 2 vorziehen musste. Die Rolle des Fenton Paddock wurde wie im Vorgängerspiel in der deutschen Version von Stefan Günther gesprochen.

## Rezeption
Lost Horizon 2 erhielt von Spielemagazinen wie auch von Adventure-Fachmagazinen mittelmäßige Bewertungen. Aus 5 aggregierten Wertungen erzielt das Spiel auf Metacritic einen Score von 58. Das deutsche Magazin GameStar lobte eine „abstruse, aber spannende Abenteuergeschichte im Stil der ‚Indiana Jones‘-Filme“, „einfallsreiche“ Rätsel und die Sprachaufnahmen, kritisierte aber eine langweilige Kameraarbeit, den „billigen Plastiklook“ der Spielumgebung sowie die Zwischensequenzen, die auf Grund niedriger Auflösung als „verschwommener Pixelbrei“ daherkämen. Das Fachmagazin Adventure-Treff unterstellte, dass Animation Arts ursprünglich vom Erfolg der Spiele von Telltale Games profitieren und mit Lost Horizon 2 ein actionlastiges, seichtes Adventure produzieren wollte, und führte für diese These adventureuntypische Spielelemente wie zeitbegrenzte Szenen, Schleichelemente und Quick-Time-Events an. Das Magazin hob die Grafiken und die Vielfalt der zu besuchenden Orte positiv hervor, übte aber an den Charaktermodellen und Zwischensequenzen Kritik und wertete, es „versuche (…) zu viel und scheitere daran“. Das Fachmagazin Adventure Gamers würdigte den Ansatz eines grafisch ansprechenden, solide recherchierten Adventures, das den Spieler rund um die Welt führe. Es bemängelte aber die Umsetzung mit Hilfe „veralteter“ Technik sowie Schwächen im Skript bezüglich der Dialoge und der Charakterentwicklung.
Lost Horizon 2 war für den Deutschen Entwicklerpreis 2015 nominiert, gewann aber keinen Preis.